# Гоше, Рихард
Рихард Гоше (нем. Richard Gosche; 1824—1889) — немецкий историк литературы и ориенталист.

## Биография
Рихард Гоше родился 4 июня 1824 года в Кросно-Оджаньске. Учился классической и новой филологии с 1842 года в Лейпцигском университете, а затем в Берлине; в 1847 году получил докторскую степень и пост в Королевской библиотеке в Берлине.
Затем занял должность профессора восточных языков и истории литературы в Галльском университете.
Среди его трудов: "De ariana linguae gentisque armeniacae indole" (1847); "Die Alhambre" (1854); "Al Ghazzalis Leben und Werke" (1858); "Die Kitab-el-âmail" (1865); "Richard Wagners Frauengestalten" (к картинам Бауэра и Лиммера, 1883); "Georg Ebers als Forscher und Dichter dargestellt" (1886). Вместе с Чишвицем он пересмотрел и комментировал перевод Шекспира, сделанный Шлегелем и Тиком и изданный Гроте (1875), и с Баксбергером — сочинение Лессинга (1875).
Рихард Гоше умер 29 октября 1889 года в городе Галле.